# Mit keinem andern
Mit keinem andern ist ein Lied der deutschen Schlagersängerin Helene Fischer. Das Stück ist Teil ihres sechsten Studioalbums Farbenspiel.

## Entstehung und Artwork
Geschrieben wurde das Lied von Jean Frankfurter und Joachim Horn-Bernges. Arrangiert, produziert und programmiert wurde die Single von Jean Frankfurter. Gemastert und gemischt wurde die Single in den Berliner Eastside Mastering Studios unter der Leitung von Michael Bestmann. Als zusätzlicher Instrumentalist wurde, neben Frankfurter am Keyboard, Peter Weihe an der Gitarre engagiert. Das Lied wurde unter dem Musiklabel Polydor veröffentlicht. Die Aufnahmen fanden in den Hamburger Gaga Studios statt.

## Veröffentlichung und Promotion
Die Erstveröffentlichung von Mit keinem andern erfolgte am 4. Oktober 2013 als Teil von Fischers sechsten Studioalbum Farbenspiel (Katalognummer: 3752323). Am 3. Februar 2015 erschien das Lied als Airplay sowie Promo-Single. Letztere erschien als Einzeldownload sowie als Maxi-Single, die neben der Radioversion zwei weitere Remixversionen von Ramson/Brix und Broetzmann beinhaltet.
Um das Lied zu bewerben, erfolgte unter anderem ein Liveauftritt zur Hauptsendezeit beim Herbstfest der Träume der ARD.

## Inhalt
Der Liedtext zu Mit keinem andern ist auf Deutsch verfasst. Die Musik wurde von Jean Frankfurter und der Text von Joachim Horn-Bernges verfasst. Musikalisch bewegt sich das Lied im Bereich des Schlagers. Neben Fischers Gesang sind im Hintergrund noch die Sänger Bimey Oberreit, Franco Leon, Julian Feifel und Kareena Schönberger zu hören. Das Lied ist ein Aufruf, das Leben mit seinem Partner in vollen Zügen zu genießen, mal übers Ziel hinauszuschießen, etwas Außergewöhnliches oder Verrücktes zu tun und den Alltag zu vergessen.

„In zerriss’nen Jeans um die Häuser zieh’n, das kann ich mit keinem andern.
Nachts mit Partylärm alle Nachbarn stör’n, das kann ich mit keinem andern.
Auf der Autobahn mit 300 fahr’n, sowas kann ich nur mit dir.
Mich total verlier’n, nichts mehr kontrollier’n, das kann ich mit keinem andern.“

## Mitwirkende
| Liedproduktion - Michael Bestmann: Abmischung, Mastering - Julian Feifel: Hintergrundgesang - Helene Fischer: Gesang - Jean Frankfurter: Arrangement, Keyboard, Komponist, Musikproduzent, Programmierung - Joachim Horn-Bernges: Liedtexter - Franco Leon: Hintergrundgesang - Bimey Oberreit: Hintergrundgesang - Kareena Schönberger: Hintergrundgesang - Peter Weihe: Gitarre | Unternehmen - Eastside Mastering Studios: Abmischung, Mastering - Gaga Studio: Tonstudio - Polydor: Musiklabel - Universal Music Publishing: Vertrieb |

## Kommerzieller Erfolg

### Chartplatzierungen
Bei Mit keinem andern handelt es sich um keine offizielle Singleveröffentlichung, das Lied erreichte lediglich aufgrund hoher Downloads die Charts. In Deutschland erreichte das Lied in einer Chartwoche Position 72 der Singlecharts. In Österreich erreichte die Single Position 55 und konnte sich ebenfalls eine Woche in den Charts platzieren. In den deutschen Konservativ Pop Airplaycharts erreichte Mit keinem andern mehrere Wochen die Spitzenposition und platzierte sich am Jahresende ebenfalls an der Chartspitze der Jahrescharts.
Für Fischer ist dies der zehnte Charterfolg in Deutschland und der fünfte in Österreich. Für Frankfurter als Autor ist Mit keinem andern bereits der 52. Charterfolg in Deutschland sowie der 15. in Österreich. Für Frankfurter als Produzent ist es der 35. Charterfolg in Deutschland und der neunte in Österreich.
| ChartsChartplatzierungen | Höchstplatzierung | Wochen |
| ------------------------ | ----------------- | ------ |
| Deutschland (GfK)        | 72 (1 Wo.)        | 1      |
| Österreich (Ö3)          | 55 (1 Wo.)        | 1      |

### Auszeichnungen für Musikverkäufe
Im Mai 2023, über acht Jahre nach seiner Promoveröffentlichung, erreichte Mit keinem andern Goldstatus mit über 200.000 verkauften Einheiten in Deutschland. Das Lied zählt damit zu den meistverkauften Schlagern des Landes der 2010er-Jahre.
| Land/Region        | Auszeichnungen für Musikverkäufe (Land/Region, Auszeichnung, Verkäufe) | Verkäufe |
| ------------------ | ---------------------------------------------------------------------- | -------- |
| Deutschland (BVMI) | Gold                                                                   | 200.000  |
| Insgesamt          | 1× Gold ·                                                              | 200.000  |

## Coverversionen
- 2013: Clara Oaks – Mit keinem andern (Karaoke Version)[9]